# 2013-as CONCACAF-aranykupa
A 2013-as CONCACAF-aranykupa az Észak- és Közép-amerikai, valamint a Karib-térség labdarúgó-válogatottjainak kiírt 12. tornája, melyet július 7. és 28. között rendeztek. Az esemény házigazdája az Egyesült Államok volt.
A tornán 12 nemzet válogatottja vett részt. A címvédő a mexikói labdarúgó-válogatott. A kupát az Egyesült Államok nyerte, története során 8. alkalommal.

## Részt vevő csapatok
| Csapat                                                          | Kvalifikáció        | Részvételek száma   |
| Észak-amerikai zóna                                             | Észak-amerikai zóna | Észak-amerikai zóna |
| --------------------------------------------------------------- | ------------------- | ------------------- |
| Egyesült Államok                                                | Automatikus         | 12                  |
| Mexikó                                                          | Automatikus         | 12                  |
| Kanada                                                          | Automatikus         | 11                  |
| Karibi zóna selejtezője a 2012-es karibi kupa                   |                     |                     |
| Kuba                                                            | Győztes             | 7                   |
| Trinidad és Tobago                                              | Második             | 8                   |
| Haiti                                                           | Harmadik            | 5                   |
| Martinique                                                      | Negyedik            | 4                   |
| Közép-amerikai zóna selejtezője a 2013-as UNCAF-nemzetek kupája |                     |                     |
| Costa Rica                                                      | Győztes             | 11                  |
| Honduras                                                        | Második             | 11                  |
| Salvador                                                        | Harmadik            | 8                   |
| Belize                                                          | Negyedik            | 1                   |
| Panama                                                          | Ötödik              | 6                   |

## Helyszínek
A mérkőzéseket az Egyesült Államok 13 városában rendezték meg, mindegyik fordulót máshol.
A csoport
- Los Angeles – Rose Bowl (Pasadena)
- Seattle – CenturyLink Field (Seattle)
- Denver – Sports Authority Field at Mile High (Denver)

B csoport
- New York – Red Bull Arena (Harrison)
- Miami – Sun Life Stadium (Miami Gardens)
- Houston – BBVA Compass Stadium (Houston)

C csoport
- Portland – Jeld-Wen Field (Portland)
- Salt Lake City – Rio Tinto Stadium (Sandy)
- Hartford – Rentschler Field (East Hartford)

Negyeddöntők
- Atlanta – Georgia Dome (Atlanta)
- Baltimore – M&T Bank Stadium (Baltimore)

Elődöntők
- Dallas – Cowboys Stadium (Arlington)

Döntők
- Chicago – Soldier Field (Chicago)

## Lebonyolítás
A 12 csapatot három csoportba sorsolták. A sorsolást 2013. március 13-án tartották. A csoportokban körmérkőzéseket játszanak a csapatok. A csoportokból az első két helyezett és a két legjobb harmadik helyezett jutott a negyeddöntőbe. A negyeddöntőtől egyenes kieséses rendszerben folytatódott a torna.

## Eredmények
Minden időpont UTC–4 szerint, zárójelben magyar idő szerint olvasható.

### Csoportkör
Ha két vagy több csapat a csoportmérkőzések után azonos pontszámmal állt, a következő pontok alapján állapították meg a sorrendet:
1. jobb gólkülönbség az összes csoportmérkőzésen
2. több szerzett gól az összes csoportmérkőzésen
3. több szerzett pont az azonosan álló csapatok között lejátszott mérkőzéseken
4. sorsolás

| Jelmagyarázat                                                                            |
| ---------------------------------------------------------------------------------------- |
| A csoportok első és második helyezettje bejutott az egyenes kieséses szakaszba.          |
| A csoportok legjobb két harmadik helyezettje is bejutott az egyenes kieséses szakaszba.  |
| A csoportok legrosszabb harmadik helyezettje és negyedik helyezettek kiestek a tornáról. |

#### A csoport
| Csapat     | M | Gy | D | V | G+ | G– | Gk | P |
| ---------- | - | -- | - | - | -- | -- | -- | - |
| Panama     | 3 | 2  | 1 | 0 | 3  | 1  | +2 | 7 |
| Mexikó     | 3 | 2  | 0 | 1 | 6  | 3  | +3 | 6 |
| Martinique | 3 | 1  | 0 | 2 | 2  | 4  | –2 | 3 |
| Kanada     | 3 | 0  | 1 | 2 | 0  | 3  | –3 | 1 |

| 2013. július 7. 17:30 (23:30) |

| Kanada | 0–1               | Martinique     |
| ------ | ----------------- | -------------- |
|        | (0–0) Jegyzőkönyv | Reuperné 90+3' |

| Rose Bowl, Pasadena Játékvezető: Marcos Brea (kubai) |

| 2013. július 7. 20:00 (2:00) |

| Mexikó       | 1–2               | Panama                      |
| ------------ | ----------------- | --------------------------- |
| Fabián 45+2' | (1–1) Jegyzőkönyv | G. Torres 7' (11-esből) 48' |

| Rose Bowl, Pasadena Játékvezető: Wálter Quesada (Costa Rica-i) |

| 2013. július 11. 20:30 (2:30) |

| Panama                   | 1–0               | Martinique |
| ------------------------ | ----------------- | ---------- |
| G. Torres 85' (11-esből) | (0–0) Jegyzőkönyv | Berdix 73′ |

| CenturyLink Field, Seattle Játékvezető: Armando Castro (hondurasi) |

| 2013. július 11. 23:00 (5:00) |

| Mexikó                            | 2–0               | Kanada |
| --------------------------------- | ----------------- | ------ |
| Jiménez 42' Fabián 57' (11-esből) | (1–0) Jegyzőkönyv |        |

| CenturyLink Field, Seattle Játékvezető: Joel Aguilar (salvadori) |

| 2013. július 14. 15:30 (21:30) |

| Panama | 0–0         | Kanada |
| ------ | ----------- | ------ |
|        | Jegyzőkönyv |        |

| Sports Authority Field, Denver Nézőszám: 30 000 Játékvezető: Wálter Quesada (Costa Rica-i) |

| 2013. július 14. 18:00 (24:00) |

| Martinique               | 1–3               | Mexikó                          |
| ------------------------ | ----------------- | ------------------------------- |
| Parsemain 43' (11-esből) | (1–2) Jegyzőkönyv | Fabián 21' Montes 34' Ponce 90' |

| Sports Authority Field, Denver Nézőszám: 30 000 Játékvezető: Mark Geiger (amerikai) |

#### B csoport
| Csapat             | M | Gy | D | V | G+ | G– | Gk | P |
| ------------------ | - | -- | - | - | -- | -- | -- | - |
| Honduras           | 3 | 2  | 0 | 1 | 3  | 2  | +1 | 6 |
| Trinidad és Tobago | 3 | 1  | 1 | 1 | 4  | 4  | 0  | 4 |
| Salvador           | 3 | 1  | 1 | 1 | 3  | 3  | 0  | 4 |
| Haiti              | 3 | 1  | 0 | 2 | 2  | 3  | –1 | 3 |

| 2013. július 8. 19:00 (1:00) |

| Salvador       | 2–2               | Trinidad és Tobago      |
| -------------- | ----------------- | ----------------------- |
| Zelaya 22' 69' | (1–1) Jegyzőkönyv | Daniel 11' K. Jones 73' |

| Red Bull Arena, Harrison Játékvezető: Marco Antonio Rodríguez (mexikói) |

| 2013. július 8. 21:30 (3:30) |

| Haiti | 0–2               | Honduras                  |
| ----- | ----------------- | ------------------------- |
|       | (0–1) Jegyzőkönyv | R. Martínez 4' Chávez 78' |

| Red Bull Arena, Harrison Játékvezető: Hugo Cruz Alvarado (Costa Rica-i) |

| 2013. július 12. 19:00 (1:00) |

| Trinidad és Tobago | 0–2               | Haiti           |
| ------------------ | ----------------- | --------------- |
|                    | (0–1) Jegyzőkönyv | Maurice 13' 53' |

| Sun Life Stadium, Miami Gardens Játékvezető: Jeffrey Calderón (Costa Rica-i) |

| 2013. július 12. 21:30 (3:30) |

| Honduras     | 1–0               | Salvador |
| ------------ | ----------------- | -------- |
| Claros 90+2' | (0–0) Jegyzőkönyv |          |

| Sun Life Stadium, Miami Gardens Játékvezető: Jair Arrufo (amerikai) |

| 2013. július 15. 19:00 (1:00) |

| Salvador   | 1–0               | Haiti |
| ---------- | ----------------- | ----- |
| Zelaya 76' | (0–0) Jegyzőkönyv |       |

| BBVA Compass Stadium, Houston Játékvezető: Javier Santos (Puerto Ricó-i) |

| 2013. július 15. 21:30 (3:30) |

| Honduras | 0–2               | Trinidad és Tobago                 |
| -------- | ----------------- | ---------------------------------- |
|          | (0–0) Jegyzőkönyv | K. Jones 48' (11-esből) Molino 67' |

| BBVA Compass Stadium, Houston Játékvezető: Marco Rodríguez (mexikói) |

#### C csoport
| Csapat           | M | Gy | D | V | G+ | G– | Gk  | P |
| ---------------- | - | -- | - | - | -- | -- | --- | - |
| Egyesült Államok | 3 | 3  | 0 | 0 | 11 | 2  | +9  | 9 |
| Costa Rica       | 3 | 2  | 0 | 1 | 4  | 1  | +3  | 6 |
| Kuba             | 3 | 1  | 0 | 2 | 5  | 7  | –2  | 3 |
| Belize           | 3 | 0  | 0 | 3 | 1  | 11 | –10 | 0 |

| 2013. július 9. 20:30 (2:30) |

| Costa Rica                    | 3–0               | Kuba |
| ----------------------------- | ----------------- | ---- |
| Barrantes 52' 77' Arrieta 71' | (0–0) Jegyzőkönyv |      |

| Jeld-Wen Field, Portland Játékvezető: Elmer Arturo Bonilla (salvadori) |

| 2013. július 9. 23:00 (5:00) |

| Belize      | 1–6               | Egyesült Államok                                                     |
| ----------- | ----------------- | -------------------------------------------------------------------- |
| Gaynair 40' | (1–3) Jegyzőkönyv | Wondolowski 12' 37' 41' Holden 58' Orozco 72' Donovan 76' (11-esből) |

| Jeld-Wen Field, Portland Játékvezető: Héctor Rodríguez (hondurasi) |

| 2013. július 13. 15:30 (21:30) |

| Egyesült Államok                                        | 4–1               | Kuba        |
| ------------------------------------------------------- | ----------------- | ----------- |
| Donovan 45+2' (11-esből) Corona 57' Wondolowski 66' 85' | (1–1) Jegyzőkönyv | Alfonso 36' |

| Rio Tinto Stadium, Sandy Játékvezető: David Gantar (kanadai) |

| 2013. július 13. 18:00 (24:00) |

| Costa Rica        | 1–0               | Belize |
| ----------------- | ----------------- | ------ |
| Eiley 49' (öngól) | (0–0) Jegyzőkönyv |        |

| Rio Tinto Stadium, Sandy Játékvezető: Enrico Wijnaarde (suriname-i) |

| 2013. július 16. 17:30 (23:30) |

| Kuba                               | 4–0               | Belize |
| ---------------------------------- | ----------------- | ------ |
| Martínez 38' 61' 84' Márquez 90+3' | (1–0) Jegyzőkönyv |        |

| Rentschler Field, East Hartford Játékvezető: Enrico Wijngaarde (suriname-i) |

| 2013. július 16. 20:00 (2:00) |

| Egyesült Államok | 1–0               | Costa Rica |
| ---------------- | ----------------- | ---------- |
| Shea 82'         | (0–0) Jegyzőkönyv |            |

| Rentschler Field, East Hartford Játékvezető: Courtney Campbell (jamaicai) |

#### Harmadik helyezett csapatok sorrendje
Sorrend meghatározása

A versenyszabályzata alapján, a harmadik helyezettek sorrendjét az alábbiak alapján kell meghatározni:
1. az összes mérkőzésen szerzett több pont
2. az összes mérkőzésen elért jobb gólkülönbség
3. az összes mérkőzésen szerzett több gól
4. fair play pontszám
5. sorsolás

| Csoport | Csapat     | M | Gy | D | V | G+ | G– | Gk | P |
| ------- | ---------- | - | -- | - | - | -- | -- | -- | - |
| B       | Salvador   | 3 | 1  | 1 | 1 | 3  | 3  | 0  | 4 |
| C       | Kuba       | 3 | 1  | 0 | 2 | 5  | 7  | –2 | 3 |
| A       | Martinique | 3 | 1  | 0 | 2 | 2  | 4  | –2 | 3 |

### Egyenes kieséses szakasz
|  |                               |                    |                              |                              |   |           |                            |           |  |  |       |       |       |
|  | Negyeddöntők                  | Negyeddöntők       | Negyeddöntők                 |                              |   | Elődöntők | Elődöntők                  | Elődöntők |  |  | Döntő | Döntő | Döntő |
|  | Negyeddöntők                  | Negyeddöntők       | Negyeddöntők                 |                              |   | Elődöntők | Elődöntők                  | Elődöntők |  |  | Döntő | Döntő | Döntő |
|  | július 20. – Georgia Dome     |                    |                              |                              |   |           |                            |           |  |  |       |       |       |
|  |                               |                    |                              |                              |   |           |                            |           |  |  |       |       |       |
|  | A2                            | Mexikó             | 1                            |                              |   |           |                            |           |  |  |       |       |       |
|  | A2                            | Mexikó             | 1                            | július 24. – Cowboys Stadion |   |           |                            |           |  |  |       |       |       |
|  | B2                            | Trinidad és Tobago | 0                            |                              |   |           |                            |           |  |  |       |       |       |
|  | B2                            | Trinidad és Tobago | 0                            |                              |   | Mexikó    | Mexikó                     | 1         |  |  |       |       |       |
|  | július 20. – Georgia Dome     |                    |                              |                              |   | Mexikó    | Mexikó                     | 1         |  |  |       |       |       |
|  |                               |                    | Panama                       | Panama                       | 2 |           |                            |           |  |  |       |       |       |
|  | A1                            | Panama             | Panama                       | Panama                       | 2 | 6         |                            |           |  |  |       |       |       |
|  | A1                            | Panama             |                              |                              |   | 6         | július 28. – Soldier Field |           |  |  |       |       |       |
|  | C3                            | Kuba               | 1                            |                              |   |           |                            |           |  |  |       |       |       |
|  | C3                            | Kuba               | 1                            |                              |   | Panama    | Panama                     | 0         |  |  |       |       |       |
|  | július 21. – M&T Bank Stadion |                    |                              |                              |   | Panama    | Panama                     | 0         |  |  |       |       |       |
|  |                               |                    | Egyesült Államok             | Egyesült Államok             | 1 |           |                            |           |  |  |       |       |       |
|  | B1                            | Honduras           | Egyesült Államok             | Egyesült Államok             | 1 | 1         |                            |           |  |  |       |       |       |
|  | B1                            | Honduras           | július 24. – Cowboys Stadion |                              |   | 1         |                            |           |  |  |       |       |       |
|  | C2                            | Costa Rica         | 0                            |                              |   |           |                            |           |  |  |       |       |       |
|  | C2                            | Costa Rica         | 0                            |                              |   | Honduras  | Honduras                   | 1         |  |  |       |       |       |
|  | július 21. – M&T Bank Stadion |                    |                              |                              |   | Honduras  | Honduras                   | 1         |  |  |       |       |       |
|  |                               |                    | Egyesült Államok             | Egyesült Államok             | 3 |           |                            |           |  |  |       |       |       |
|  | C1                            | Egyesült Államok   | Egyesült Államok             | Egyesült Államok             | 3 | 5         |                            |           |  |  |       |       |       |
|  | C1                            | Egyesült Államok   |                              |                              |   |           |                            |           |  |  |       |       |       |
|  | B3                            | Salvador           | 1                            |                              |   |           |                            |           |  |  |       |       |       |
|  | B3                            | Salvador           | 1                            |                              |   |           |                            |           |  |  |       |       |       |
|  |                               |                    |                              |                              |   |           |                            |           |  |  |       |       |       |

#### Negyeddöntők
| 2013. július 20. 15:30 (21:30) |

| Panama                                                                     | 6–1               | Kuba                     |
| -------------------------------------------------------------------------- | ----------------- | ------------------------ |
| G. Torres 25' (11-esből) 37' C. Rodríguez 68' B. Pérez 78' 88' Jiménez 85' | (2–1) Jegyzőkönyv | Alfonso 21' Martínez 58′ |

| Georgia Dome, Atlanta Nézőszám: 54 229 Játékvezető: Mark Geiger (amerikai) |

| 2013. július 20. 18:35 (0:35) |

| Mexikó         | 1–0               | Trinidad és Tobago |
| -------------- | ----------------- | ------------------ |
| R. Jiménez 84' | (0–0) Jegyzőkönyv |                    |

| Georgia Dome, Atlanta Nézőszám: 54 229 Játékvezető: Joel Aguilar (salvadori) |

| 2013. július 21. 16:00 (22:00) |

| Egyesült Államok                                            | 5–1               | Salvador              |
| ----------------------------------------------------------- | ----------------- | --------------------- |
| Goodson 21' Corona 29' Johnson 60' Donovan 78' Diskerud 83' | (2–1) Jegyzőkönyv | Zelaya 39' (11-esből) |

| M&T Bank Stadion, Baltimore Nézőszám: 70 540 Játékvezető: Enrico Wijngaarde (suriname-i) |

| 2013. július 21. 19:00 (1:00) |

| Honduras  | 1–0               | Costa Rica |
| --------- | ----------------- | ---------- |
| Najar 49' | (0–0) Jegyzőkönyv |            |

| M&T Bank Stadion, Baltimore Nézőszám: 70 540 Játékvezető: Courtney Campbell (jamaicai) |

#### Elődöntők
| 2013. július 24. 19:00 (1:00) |

| Egyesült Államok               | 3–1               | Honduras   |
| ------------------------------ | ----------------- | ---------- |
| E. Johnson 11' Donovan 27' 53' | (2–0) Jegyzőkönyv | Medina 52' |

| Cowboys Stadium, Arlington Nézőszám: 81 410 Játékvezető: Wálter Quesada (Costa Rica-i) |

| 2013. július 24. 22:00 (4:00) |

| Panama                     | 2–1               | Mexikó     |
| -------------------------- | ----------------- | ---------- |
| B. Pérez 13' R. Torres 61' | (1–1) Jegyzőkönyv | Montes 26' |

| Cowboys Stadium, Arlington Nézőszám: 81 410 Játékvezető: Courtney Campbell (jamaicai) |

#### Döntő
| 2013. július 28. 16:00 (22:00) |

| Egyesült Államok | 1–0               | Panama |
| ---------------- | ----------------- | ------ |
| Shea 69'         | (0–0) Jegyzőkönyv |        |

| Soldier Field, Chicago Nézőszám: 57 920 Játékvezető: Joel Aguilar (Costa Rica-i) |

| A 2013-as CONCACAF-aranykupa győztese |
| ------------------------------------- |
| · Egyesült Államok · 5. cím           |

### Végeredmény
Az első két helyezett utáni sorrend nem tekinthető hivatalosnak, mivel ezekért a helyekért nem játszottak mérkőzéseket. E helyezések meghatározása az alábbiak szerint történt:
1. több szerzett pont (a 11-esekkel eldöntött találkozók a hosszabbítást követő eredménnyel, döntetlenként vannak feltüntetve)
2. jobb csoportbeli helyezés
3. jobb gólkülönbség
4. több szerzett gól

A hazai csapat eltérő háttérszínnel kiemelve.
| Helyezés | Csapat             | M | Gy | D | V | G+ | G– | Gk  | P  |  |
| -------- | ------------------ | - | -- | - | - | -- | -- | --- | -- |  |
| Arany    | Egyesült Államok   | 6 | 6  | 0 | 0 | 20 | 4  | +16 | 18 |  |
| Ezüst    | Panama             | 6 | 4  | 1 | 1 | 11 | 4  | +7  | 13 |  |
| Bronz    | Honduras           | 5 | 3  | 0 | 2 | 5  | 5  | 0   | 9  |  |
| Bronz    | Mexikó             | 5 | 3  | 0 | 2 | 8  | 5  | +3  | 9  |  |
|          |                    |   |    |   |   |    |    |     |    |  |
| 5.       | Costa Rica         | 4 | 2  | 0 | 2 | 4  | 2  | +2  | 6  |  |
| 6.       | Trinidad és Tobago | 4 | 1  | 1 | 2 | 4  | 5  | –1  | 4  |  |
| 7.       | Salvador           | 4 | 1  | 1 | 2 | 4  | 8  | –4  | 4  |  |
| 8.       | Kuba               | 4 | 1  | 0 | 3 | 6  | 13 | –7  | 3  |  |
|          |                    |   |    |   |   |    |    |     |    |  |
| 9.       | Martinique         | 3 | 1  | 0 | 2 | 2  | 4  | –2  | 3  |  |
| 10.      | Haiti              | 3 | 1  | 0 | 2 | 2  | 3  | –1  | 3  |  |
| 11.      | Kanada             | 3 | 0  | 1 | 2 | 0  | 3  | –3  | 1  |  |
| 12.      | Belize             | 3 | 0  | 0 | 3 | 1  | 11 | –10 | 0  |  |

### Gólszerzők
5 gólos
| - Gabriel Torres | - Landon Donovan | - Chris Wondolowski |

4 gólos
| - Rodolfo Zelaya |

3 gólos
| - Ariel Martínez | - Marco Fabián | - Blas Pérez |

2 gólos
| - Michael Barrantes - José Ciprian Alfonso - Jean-Eudes Maurice | - Raúl Jiménez - Luis Montes - Kenwyne Jones | - Joe Corona - Eddie Johnson - Brek Shea |

1 gólos
| - Ian Gaynair - Jairo Arrieta - Yénier Márquez - Marvin Chávez - Jorge Claros - Rony Martínez - Nery Medina | - Andy Najar - Kévin Parsemain - Fabrice Reuperné - Miguel Ángel Ponce - Jairo Jiménez - Carlos Rodríguez - Román Torres | - Keon Daniel - Kevin Molino - Mikkel Diskerud - Clarence Goodson - Stuart Holden - Michael Orozco Fiscal |

1 öngólos
- Dalton Eiley (Costa Rica ellen)